# Lenguas caucásicas nororientales
Las lenguas caucásicas nororientales, también llamadas caspianas o naj-daguestaníes, son una familia de idiomas hablados en la región del Cáucaso, principalmente en Rusia (Daguestán, Chechenia, Ingusetia), el norte de Azerbaiyán y Georgia, y en algunas comunidades de la diáspora. 
Algunos lingüistas las emparentan con las lenguas caucásicas noroccidentales.

## Clasificación
El estudio filológico de las lenguas caucásicas orientales empezó en profundidad a partir de una serie de gramáticas compiladas por P. K. Uslar: checheno (1888), avar (1889), lak (1890), dargine (1992), lezgui (1896) y tabasaran (no publicada hasta 1979). Estos estudios siguen siendo valiosos hoy en día y son usados por los especialistas en estas lenguas. Hasta 1990, el estudio de esta familia lingüística lo realizaron casi exclusivamente lingüistas soviéticos de las universidades de Moscú y de Tiflis, principalmente. Entre 1920 y 1930, los estudios tuvieron una orientación práctica, con el objetivo de desarrollar estándares escritos para varias de estas lenguas.

### Lenguas de la familia
A partir de 1960, un número creciente de publicaciones consideró el trabajo comparativo sobre esta familia. La primera clasificación clásica basada en estos trabajo dividía la familia en dos grupos, la rama naj y la rama daguestaní. La siguiente es una lista de las lenguas de la familia:
- Lenguas naj (nakh): batsi, checheno e ingusetio.
- Lenguas daguestaníes:
  - Lenguas andi-avar o daguestaníes noroccidentales: ajvaj, andi, bagvalal, botlij, chamalal, godoberi, karata y tindi.
  - Lenguas tsez o daguestaníes suroccidentales: tsez (o dido), hunzib, javarxi, hinduq y kapucha.
  - Lengua lak
  - Lengua dargine
  - Lengua khinalug
  - Lenguas lezgui o daguestaníes surorientales: aghul, archi, buduji, krytsi,  lezguio, rutul, tabasaro, tsajur y udi.

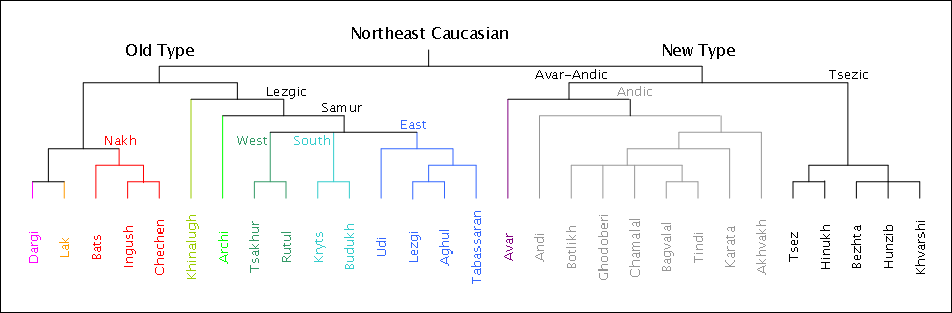
Árbol clasdístico de Schulze (2009).

 Un trabajo más ambicioso aparecido en 1994 redefine la clasificación interna, abandonando la posibilidad del daguestaní como unidad filogenética y proponiendo que las ramas usualmente incluidas dentro del daguestaní son ramas coordinadas derivadas directamente del proto-caucásico nororiental. Una clasificación más reciente es la debida a Schulze (2009).

### Relación con otras lenguas
Recientemente se han aportado pruebas de que el caucásico nororiental y el caucásico noroccidental podrían estar genéticamente relacionados, e incluso se ha propuesto una reconstrucción del proto-norcaucásico sobre la base de unos 2000 cognados.

## Descripción lingüística
Las lenguas caucásicas nororientales han sido más estudiadas desde el punto de vista morfosintáctico que desde el punto de vista fonológico, aunque existe una idea general bastante buena de ambos aspectos para toda la familia en general.

### Fonología
Todavía faltan buenas descripciones fonéticas y fonológicas, basadas en estudios acústicos y articulatorios, de algunas lenguas caucásicas nororientales, estando el checheno, el avar y el lak entre las mejor descritas. El número de fonemas de estas lenguas suele ser grande, aunque en general sin llegar a la exuberancia de las lenguas caucásicas noroccidentales. Frecuentemente los inventarios fonológicos resultan muy grandes si se cuentan como fonemas independientes las versiones labializadas y faringealizadas de algunos fonemas y algunas otras formas de articulación secundaria.
En casi todas las lenguas de la familia, excepto el grupo tsezio, algunas lenguas del grupo lezguio y algunos dialectos del avar y el dargine, muestran una oposición entre consonantes "intensivas" y "no intensivas" (siendo las "intensivas" fonéticamente geminadas o tensas). En el inventario consonántico del avar, mostrado a continuación, dicha oposición no existe en ningún punto de articulación. El miembro intensivo es el marcado por un macrón:
|               | Oclusiva simple | Oclusiva simple | Oclusiva simple | Oclusiva eyectiva | Oclusiva eyectiva | Africada simple | Africada simple | Africada eyectiva | Africada eyectiva | Fricativa | Fricativa | Fricativa | Nasal | Aproxi- mante |
| ------------- | --------------- | --------------- | --------------- | ----------------- | ----------------- | --------------- | --------------- | ----------------- | ----------------- | --------- | --------- | --------- | ----- | ------------- |
| Labial        | b               | p               |                 | (pʼ)              |                   |                 |                 |                   |                   |           |           |           | m     | w             |
| Alveolar      | d               | t               |                 | tʼ                |                   | c               | c               | cʼ                | cʼ                | z         | s         | s         | n     | r             |
| Alveo-Palatal |                 |                 |                 |                   |                   | č               | č               | čʼ                | čʼ                | ž         | š         | š         |       | y             |
| Lateral       |                 |                 |                 |                   |                   |                 | tɬ              |                   | tɬʼ               |           | ɬ         | ɬ         |       | l             |
| Velar         | g               | k               | k               | kʼ                | kʼ                |                 |                 |                   |                   |           |           | x         |       |               |
| Uvular        |                 |                 |                 | qʼ                | qʼ                |                 |                 |                   |                   | ʁ         | χ         | χ         |       |               |
| Faringal      |                 |                 |                 |                   |                   |                 |                 |                   |                   | ʕ         | ħ         |           |       |               |
| Glotal        |                 | ʔ               |                 |                   |                   |                 |                 |                   |                   |           | h         |           |       |               |

### Comparación léxica
Los numerales reconstruidos para diversos subgrupos de lenguas caucásicas nororientales son:
| GLOSA | PROTO- NAKH | PROTO- ANDI | PROTO- TSEZ | PROTO- LEZGUI  | Lak   | Dargine | Khinalug | PROTO- CAU. NOR. |
| ----- | ----------- | ----------- | ----------- | -------------- | ----- | ------- | -------- | ---------------- |
| '1'   | *ʦħɑ-       | *ʦe-        | *se-        | *sɑ-           | ʦɑ-   | sɑ      | sɑ       | *ʦ(ħ)ɑ           |
| '2'   | *ʃi-        | *kʼe-       | *qʼˤɑ-      | *qˤʷʼɑ~ *qˤʷʼe | kʼi-  | kʼwɛ    | kʼu      | *qʷ’ə            |
| '3'   | *qo-        | *ɬɑb(u)-    | *ɬɑ-nɑ      | *Łebu-         | ʃɑn-  | ʕɑʕb    | pʃʷɑ     | *Łeb(u)          |
| '4'   | *di-        | *boqʼu-     | *ũqʼi       | *jɑ-qʼu        | muqʼ- | ɑʁw     | unʀ      | *umqʼi~ *moqʼu   |
| '5'   | *pχi-       | *inʃːdu-    | *ɬi-        | *(ji-)Łʷu-     | χχˤu- | çu      | pxu      | *p-Łu            |
| '6'   | *jalχ       | *intɬi-     | *ĩɬ-        | *jirxɨ-        | rɑχˤ- | eːk     | zæk      | *ji-rẽŁə-        |
| '7'   | *vorɬ       | *hɑtɬʼu-    | *(ʕ)ɑtɬ-    | *wirɣu-        | ɑrul- | weː     | jikʼ     | *wərɬ-           |
| '8'   | *bɑrɬ       | *bitɬʼ-     | *betɬ-      | *muɣi-         | mɑˤj- | kːɑː    | inkʼ     | *mbərɬ-          |
| '9'   | *isː        | *hɑʧʷʼɑ-    | *ɑʧʼe-      | *wirkʼy-       | urʧʼ- | ʕuːʧʼum | joz      | *wərkʼʷi-        |
| '10'  | *itː        | *hɑʦʼɑ-     | *oʦʼe-      | *wiʦʼɨ-        | ɑʦʼ-  | wiʦʼ    | jæʕiz    | *wəʦʼ-           |